# Gawler, South Australia
Gawler är en ort i Australien. Den ligger i kommunen Gawler och delstaten South Australia, omkring 39 kilometer norr om delstatshuvudstaden Adelaide. Antalet invånare är 20 006.
Gawler är det största samhället i trakten.